# 個別資本論
個別資本論 (こべつしほんろん) とは、カール・マルクスの資本論を土台に、中西寅雄の経営経済学をその起源として、古林喜楽（経営労務論）、馬場克三（個別資本と経営技術、経営学方法論、株式会社金融論）などにより発展せしめられた日本固有の経営学（経営経済学）である。
そもそも企業を個別資本と理解する（位置づける）所以は、経営（意識、法的・経済的組織、文化、技術など）が社会的な意味での総資本の影響（個別資本の競争を意味する）とは無縁である、つまり経済学の一部として経営を研究することで、その意義が解明できるとの考えから来ている。具体的に言うと、創業者利得は高名なルドルフ・ヒルファデングによりその経済学的な意味が解明されたが、経営（現象）を経済学から離れた事象として捕らえるとこのような分析には行き着かない。